# Дочки Лота

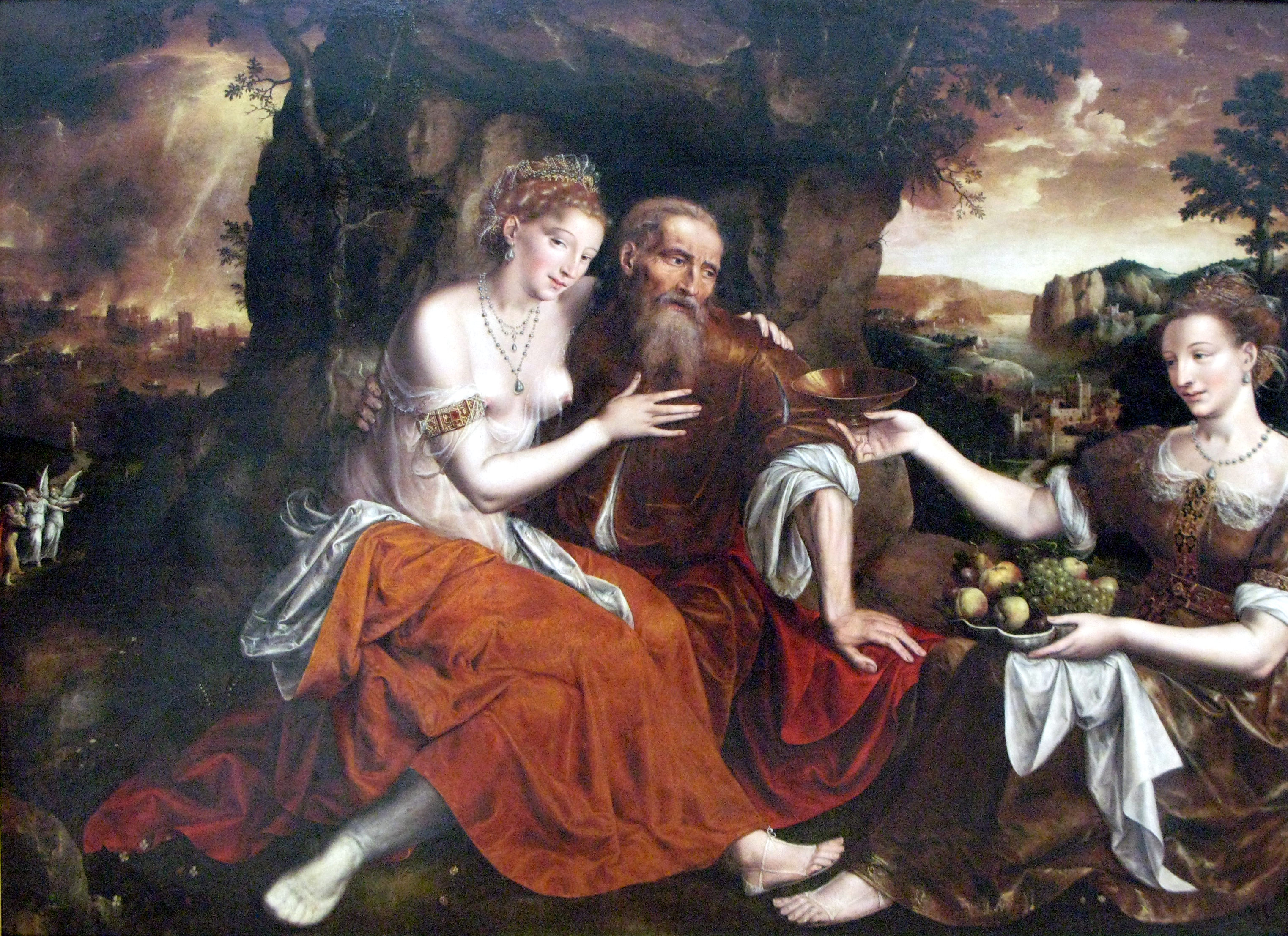
Ян Массейс. Лот і його дочки.

Дочки Лота — дві безіменні жінки, дочки Лота, племінника Авраама, згадані у Книзі Буття, і додатково дві інші особи, одна з них Палтіт, згадані в Книзі Праведного. Тільки дві дочки згадуються у Книзі буття 19 розділі [Архівовано 11 травня 2020 у Wayback Machine.].
Коли Лот сидів у брамі содомській, до нього прийшли два ангели, які хотіли перевірити, чи дійсно в Содомі твориться те, що про нього говорять. Лот запрошував ангелів до себе в будинок, але вони сказали, що будуть спати на вулиці. Лот їх дуже просив і нарешті упросив. Він зробив їм частування і спік прісні хліби. Однак не встигли вони ще полягати спати, як жителі всього міста прийшли до його будинку з вимогою вивести до них гостей, щоб содомляни «пізнали їх». Лот вийшов до жителів міста з відмовою, запропонувавши натомість двох своїх незайманих дочок, щоб ті робили з ними, що їм заманеться. Жителям міста це не сподобалося і вони стали проявляти агресію щодо самого Лота. Тоді ангели засліпили їх, а Лотові та його рідним наказали покинути місто, оскільки воно буде зруйноване. Зятям, які мали взяти дочок Лота, здалося, що це жарт, і тоді ангели вивели з Содому лише самого Лота, його дружину і двох дочок. Ангели наказали їм бігти на гору, ніде не зупиняючись і не обертаючись, щоб врятувати душу. Але Лот заявив, що на горі врятуватися не зможе і сховається в місті Цоар, на що Бог погодився і залишив Цоар цілим. По дорозі дружина Лота порушила вказівки та обернулася, внаслідок чого перетворилася на соляний стовп.
Книга Буття, вірш 19:14 показує, що у Лота є майбутні зяті. У тексті на івриті вказується, що вони перебувають у шлюбі з дочками Лота, хоча новий переклад біблії англійською мовою тлумачить цей вислів як «поклялись одружитисб» із цими дочками-дівицями. Роберт Альтер робить висновок, що вірш 19:15 («обох дочок, що тут з тобою») вказує на те, що дві дочки Лота пішли з ним, але у нього були інші, одружені дочки, які залишилися з зятями.
Вийшовши з Цоара, Лот оселився в печері під горою разом зі своїми обома дочками. Доньки, що були без чоловіків, вирішили напоїти свого батька і переспати з ним, щоб народити від нього нащадків і можливо відновити своє плем'я. Спочатку так вчинила старша, наступного дня — молодша; обидві завагітніли від свого батька. Старша народила Моава, предка моавитян, а молодша — Бен-Аммі, предка аммонитян. Вони, можливо, боялися залишитися останніми людьми на землі і хотіли зберегти людську расу або ж не втратити свій рід.